# Jort Neuteboom
Jort Neuteboom (Arnhem, 18 juni 1991) is een Nederlandse handbalspeler bij KRAS/Volendam wat uit komt in de BENE-League.
1. Michiel van Gils ·
2. Robin Nagtegaal ·
4. Rik Zwarthoed ·
5. Stefan Schilder ·
6. Jeroen Roefs ·
9. Jordy Baijens ·
12. Rob Goudriaan ·
13. Stefan van Gils ·
14. Jordan Beukman ·
16. Dennis Schellekens ·
17. Florent Bourget ·
18. Diego Jacobs ·
19. Collin de Vette ·
20. Jort Neuteboom ·
21. Jorn Smits ·
22. Erik Blaauw ·
Coach:  Mark Ortega Hans van Dijk
· Assistent-coach:  Bozidar Zorko Mark Neeft